# SN 2009dw
SN 2009dw – supernowa typu II-P odkryta 21 kwietnia 2009 roku w galaktyce A133609+3403. W momencie odkrycia miała maksymalną jasność 19,20m.